# Bolbec
Bolbec is een gemeente in het Franse departement Seine-Maritime (regio Normandië) en telt 12.588 inwoners (1999). De plaats maakt deel uit van het arrondissement Le Havre. In de gemeente ligt spoorwegstation Bolbec-Nointot.

## Geografie
De oppervlakte van Bolbec bedraagt 12,2 km², de bevolkingsdichtheid is 1031,8 inwoners per km².
De onderstaande kaart toont de ligging van Bolbec met de belangrijkste infrastructuur en aangrenzende gemeenten.

## Demografie
Onderstaande figuur toont het verloop van het inwonertal (bron: INSEE-tellingen).

## Afbeeldingen

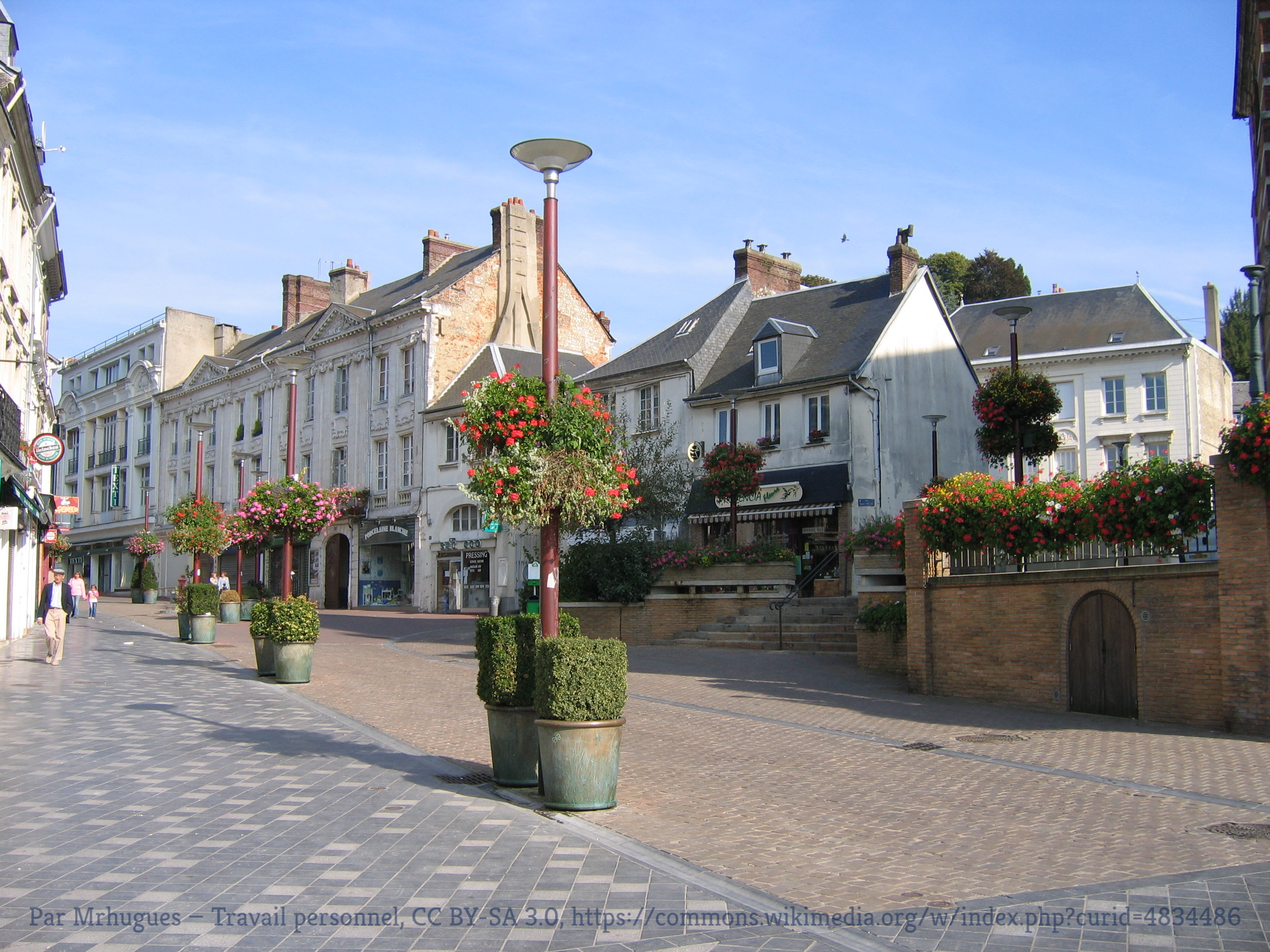
Rue de la République
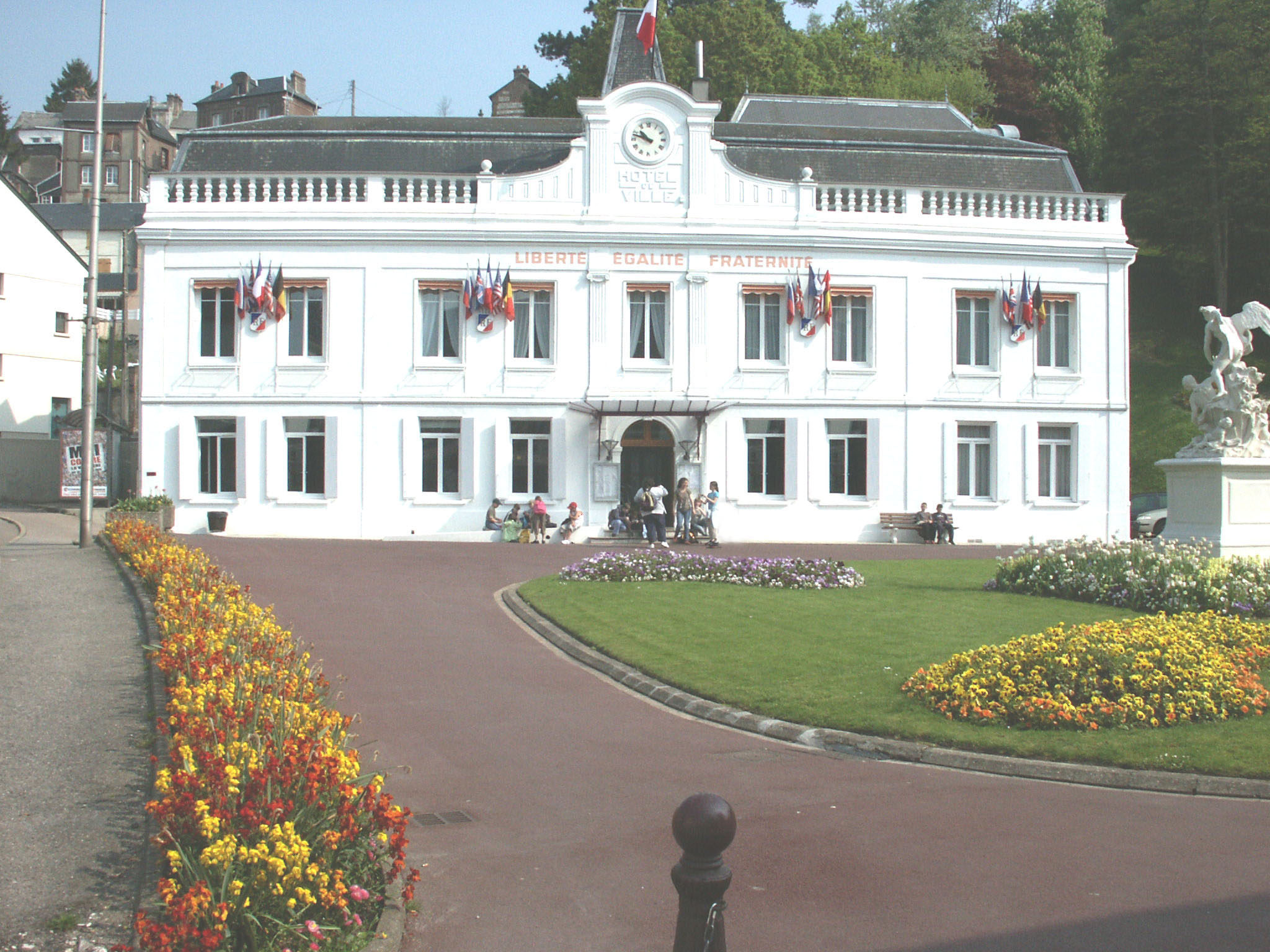
Gemeentehuis
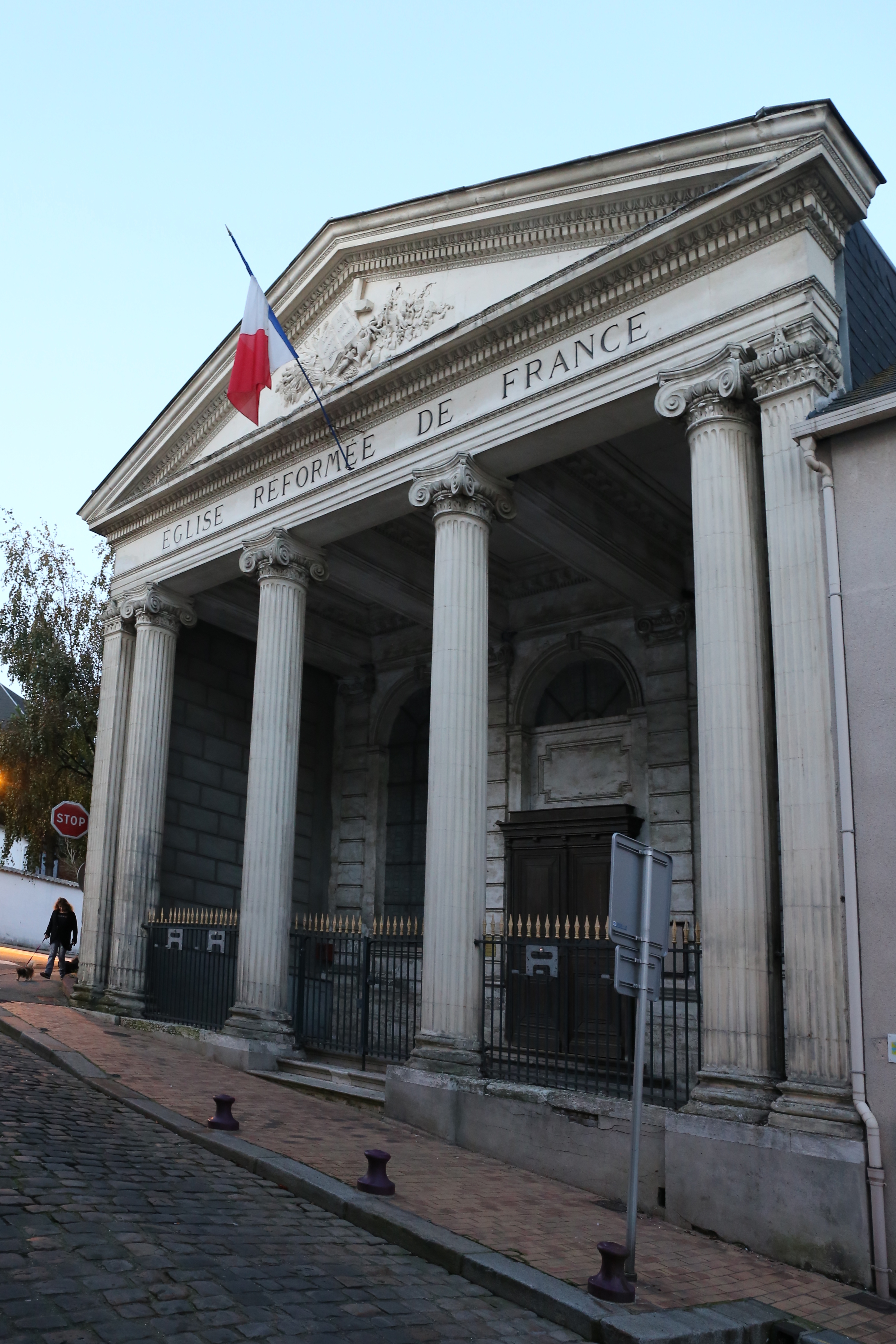
Temple (Protestantse kerk)